# Findochty

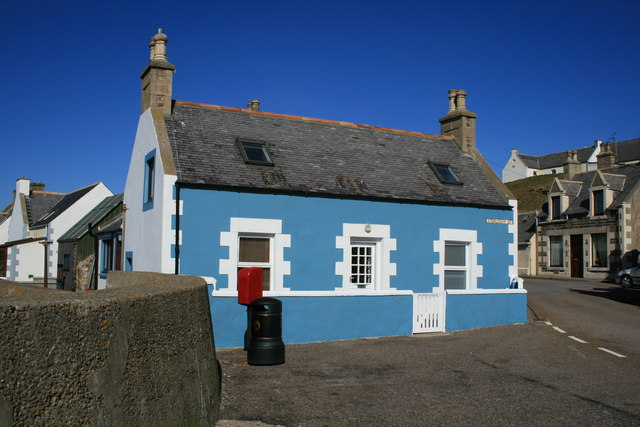
Edificio di Findochty

Findochty , noto localmente come Finechty (pron.: (/ˈfɪnɛxti/; in Scots: Finichty; in gaelico scozzese: Am Fionn Ochdamh) è un villaggio di pescatori della Scozia nord-orientale, facente parte dell'area amministrativa del Moray (contea storica: Banffshire) ed affacciato sul Moray Firth (Mare del Nord). Antico burgh, conta una popolazione di circa 1.200 abitanti

## Etimologia
Il toponimo gaelico Am Fionn Ochdamh (da cui: Findochty/Finichty) significa letteralmente "mastello (dabhach) bianco (finn)".

## Geografica

### Collocazione
Findochty si trova a circa metà strada tra Portessie e Portknockie (rispettivamente a nord-est della prima e ad ovest della seconda), a circa … km ad est di Elgin.

## Società

### Evoluzione demografica
Al censimento del 2011, Findochty contava una popolazione pari a 1.209 abitanti.
La località ha conosciuto un incremento demografico rispetto al 2011, quando contava 1.106 abitanti e al 1991, quando ne contava 1.092.

## Storia
Il villaggio si sviluppò a partire dagli inizi del XV secolo, attorno ad un porto noto come Crooked Haven.
Tra il XVIII e il XIX secolo, Findochty divenne un porto di pescatori trafficato.
Nel 1716, vi si stabilì una comunità di pescatori per volere Thomas Odd, proprietario del castello di Findochty, che chiamò nel villaggio un gruppo di uomini provenienti da Fraserburgh.
Nel 1850, il porto di Findochty ospitava circa 140 barche.

## Monumenti e luoghi d'interesse

### Castello di Findochty
Tra i principali monumenti di Findochty, figurano le rovine del castello, situato a sud del villaggio e risalente al XVI secolo.
|  |